# Macizo de Urucum
Macizo de Urucum (en portugués: Maciço do Urucum; también conocido como el Morro de Urucum, Morro do Urucum) es una montaña en Corumbá, en el estado de Mato Grosso del Sur, en el país suramericano de Brasil. También es la montaña más alta de ese estado, llegando a 1065 metros (3494 pies). La formación rocosa es explorada para la extracción de manganeso, la minería está controlada por Rio Tinto Group y Vale do Rio Doce.